# Holzfäller extrem
Holzfäller extrem (Originaltitel: Swamp Loggers) ist eine US-amerikanische Doku-Soap des Senders Discovery Channel, die in Deutschland auf DMAX ausgestrahlt wird.
Gedreht wurden 4 Staffeln mit insgesamt 35 Episoden.

## Die Goodsons
Die TV-Serie begleitet die Mitarbeiter der Firma Goodson All Terrain Logging, bei Baumfällarbeiten für verschiedene Sägewerke in den Sümpfen von North Carolina. Auch der Transport der Baumstämme zu den Sägewerken ist Bestandteil der Serie. Die meisten Folgen spielen im Pender County.
Die Folgen bilden überwiegend eine Arbeitswoche von Montag bis Freitag ab. In jeder Arbeitswoche müssen mindestens 75 Trailer voller Holzstämme an verschiedene Sägewerke geliefert werden, denn dann wird der Break-even-Point erreicht. Schaffen sie mehr als 100 ausgelieferte Trailer, erhält jeder Mitarbeiter einen Bonus in Höhe von 100 US-Dollar und am Freitagabend findet ein gemeinsames Barbecue statt.
Erschwert wird die Situation durch ständig wechselnde Ankaufquoten, so dass nicht immer sichergestellt ist, dass die angestrebten 100 Fuhren auch wirklich an die Sägewerke geliefert werden dürfen. Gelegentlich müssen aufgrund dieser Beschränkungen auch Werke beliefert werden, die weiter entfernt liegen.
Neben den schwierigen Einsatzbedingungen in den Sümpfen North Carolinas sind aber auch zwischenmenschliche Beziehungen Thema der Sendungen. So müssen sich zum Beispiel einige der Truckfahrer schweren Operationen unterziehen. Auch die schwierigen Wetterbedingungen, Defekte an den Maschinen und vor allem die Wirtschaftskrise werden in der Serie thematisiert.

## Die Pelletiers
Die Pelletiers sind eine Holzfällerfamilie aus dem Bundesstaat Maine. Sie schlagen und transportieren Holz. Neben dem Hauptgeschäft haben sie auch eine Gaststätte und ein Werkshalle, in der Trailer für den Holztransport und Zubehör gebaut werden.

## Crews

### Goodson-Crew
- Bobby Goodson:         Inhaber der Firma in vierter Generation
- Justin Goodson:        Vorarbeiter, Sohn von Bobby Goodson
- Lori Goodson:          Sachbearbeiterin, Bobby Goodsons Ehefrau und Davids Muellers Schwester
- David Mueller:         Leiter der Verladestation, Schwager von Bobby Goodson
- Simitrio Ruiz:         Fahrer des Fällerbündlers
- Durley Hicks:          Fahrer des Clambunk
- Joe “Monkey” Nagy:     LKW-Fahrer
- Milton “Bo” Malpass:   LKW-Fahrer
- Joy “Baby Doll” Craft: LKW-Fahrerin, Schwester von Bo
- Gary Foy:              LKW-Fahrer
- Wayne Sowers:          LKW-Fahrer
- Oscar Miller:          Ladeplatz-Helfer
- Doug Serbel:           Mechaniker

### Pelletier-Crew
Familie:
- Gerald Pelletier: Vater, Firmengründer
- Danny Pelletier: ältester Sohn, LKW-Fahrer
- Eldon Pelletier: zweitältester Sohn, Chef der Holzfällerfirma in zweiter Generation
- Rudy Pelletier: drittältester Sohn, verantwortlich für Appalachian Mountain Club (ABC)
- Larry Pelletier: viertältester Sohn, verantwortlich für Telos (Waldgebiet)
- Gary Pelletier: fünftältester Sohn, LKW-Fahrer
- Jeff Pelletier: sechstältester Sohn, Chef Pelletier Manufacturing
- Wayne Pelletier: jüngster Sohn, LKW-Fahrer

weitere Mitarbeiter:
- Andrew Morin: Kran-Fahrer
- Randy Bourgoin: LKW-Fahrer
- Lester “Red Baron” Dube: LKW-Fahrer
- Jake Lawyerson: LKW-Fahrer
- Tom “Playboy” Mushero: LKW-Fahrer
- Stevie White: Fahrer des Fällerbündlers
- Scott Dionne: Fahrer des Vollernters
- Allen Dumais: Vorarbeiter Pelletier Manufacturing
- Leonard Wiley: Mitarbeiter Pelletier Manufacturing
- Shawn Perley: Mitarbeiter